# Caradrina melanurina
Caradrina melanurina là một loài bướm đêm trong họ Noctuidae.